# کره (ترانه)
«کَره» (به انگلیسی: Butter) ترانه‌ای از گروه پسرانهٔ کره‌ای بی‌تی‌اس است که در ۲۱ مهٔ ۲۰۲۱، به‌صورت تک‌آهنگ دیجیتال توسط بیگ هیت میوزیک و سونی میوزیک اینترتینمنت منتشر شد. این دومین تک‌آهنگ انگلیسی‌زبان گروه است. این قطعه که در سبک دیسکو-پاپ، دنس پاپ و ئی‌دی‌ام است، توسط جنا اندروز، رابرت گریمالدی، استیون کرک، آراِم، الکس بیلویتز، سباستین گارسیا و ران پری نوشته‌ و توسط گریمالدی، کرک و پری تهیه شده‌است.

## عملکرد تجاری
«کره» با ۱۱٫۰۴۲ میلیون استریم در جدول جهانی اسپاتیفای در روز اول انتشار، رکورد بیشترین استریم روز اولِ تاریخ این پلتفرم را شکست و به‌خاطر این دستاورد، رکورد جهانی گینس را کسب کرد؛ رکورد پیشین از آن «من اهمیت نمی‌دم» از اد شیرن و جاستین بیبر، با ۱۰٫۹۷۷ میلیون استریم روز اول در مهٔ ۲۰۱۹ بود. این همچنین بالاترین استریم روز اول ترانه‌ای از بی‌تی‌اس پس از «دینامیت» با ۷٫۷۷۸ میلیون استریم در اوت ۲۰۲۰ بود. این تک‌آهنگ همچنین با بیش از ۲۰٫۹ میلیون استریم جهانی (فیلترنشده) رکورد دیگری را ثبت کرد: ترانه‌ای با بیشترین استریم در یک روز در تاریخ اسپاتیفای. «کره» سریع‌ترین ترانه‌ٔ تاریخ بود که از ۱۰۰ میلیون استریم گذر کرد و در روز هشتم خود به این میزان رسید.
«کره» پس از انتشار، در رتبهٔ چهار جدول دیجیتال گائون کرهٔ جنوبی و رتبهٔ ۳۵ جدول جزئی استریم جای گرفت اما در جدول جزئی دانلود اول شد.
این تک‌آهنگ پس از انتشار در ژاپن، با ۲۷٬۷۷۲ دانلود، در جدول روزانهٔ تک‌آهنگ‌های دیجیتال اوریکون (تاریخ ۲۱ مهٔ ۲۰۲۱) اول شد. این بیشترین فروش دیجیتال روز اول بی‌تی‌اس در این کشور، پس از «فیلم اوت» با فروش روز اول ۲۳٬۳۴۴ کپی بود. «کره» از ۱۷ تا ۲۳ مه، صدرنشین جدول روزانه ماند و تنها سه روز پس از انتشار با ۵۲٬۸۲۱ دانلود، در جدول هفتگی تک‌آهنگ‌های دیجیتال اوریکون (تاریخ ۳۱ مهٔ ۲۰۲۱) اول شد و دومین شمارهٔ یک دیجیتال سال را پس از «فیلم اوت»، برای گروه رقم زد. این تک‌آهنگ همچنین با ۱۶٫۶۰۷ میلیون استریم در این سه روز، در رتبهٔ اول جدول هفتگی استریم قرار گرفت، رکورد بیشترین استریم در هفتهٔ اول انتشار در تاریخ جدول اوریکون را شکست و بی‌تی‌اس به هنرمندی با بیشترین شمارهٔ یک (سه شمارهٔ یک، شامل «دینامیت» و «فیلم اوت») در این رتبه‌بندی تبدیل شد. این تک‌آهنگ در جدول ۱۰۰ آهنگ داغ بیلبورد ژاپن (تاریخ ۲۶ مهٔ ۲۰۲۱) دوم شد و همچنین در صدر جداول جزئی دانلود و استریم قرار گرفت.
به گزارش مدیابیس، «کره» به تمام ۱۸۰ ایستگاه رادیویی آمریکایی ۴۰ ترانهٔ برتر در ایالات متحده افزوده شد و در هفتهٔ اول انتشار، ۲٬۲۱۷ بار به روی آنتن رفت. این نخستین ترانه از یک هنرمند بین‌المللی بود که در هفتهٔ آغازینش، به این تعداد رادیو افزوده شده و بی‌تی‌اس اولین گروهی بود که به این مهم دست یافت. تک‌آهنگ پیشین گروه که به بیشترین حضور رادیویی دست یافته‌بود، «دینامیت» با حضور در ۱۷۱ ایستگاه در هفتهٔ آغازینش بود. «کره» سه روز پس از انتشار، در شمارهٔ ۲۶ جدول پاپ ایرپلی بیلبورد قرار گرفت و به بالاترین رتبهٔ یک تک‌آهنگ منتشرشده در آن هفته و دومین رتبهٔ سال پس از «پس‌تاب» از اد شیرن دست یافت که در ماه ژانویه، در رتبهٔ ۲۳ قرار گرفته‌بود. این هفتمین حضور بی‌تی‌اس در جدول ایرپلی و بالاترین جایگاهشان تاکنون بود.
در ۵ ژوئن ۲۰۲۱، «کره» در صدر جدول ۱۰۰ آهنگ داغ بیلبورد قرار گرفت و چهارمین شمارهٔ یک بی‌تی‌اس را در کم‌تر از نه ماه، برای گروه به ارمغان آورد. بی‌تی‌اس سریع‌ترین هنرمند پس از جاستین تیمبرلیک در بازهٔ زمانی ۲۰۰۶ تا ۲۰۰۷ و نخستین گروه پس از جکسون فایو در سال ۱۹۷۰ بود که به چهار شمارهٔ یک دست یافت و تنها گروه تاریخ بود که سه ترانه از آن بلافاصله پس از انتشار شمارهٔ یک شد. این تک‌آهنگ در هفتهٔ اول انتشار، ۳۲٫۲ میلیون استریم، ۲۴۲٬۸۰۰ فروش دانلود و ۱۸٫۱ میلیون مخاطب رادیویی داشت. «کره» هفتمین شمارهٔ یک گروه در جدول فروش ترانه‌های دیجیتال و بیشترین فروش هفتگی پس از «دینامیت» با فروش ۳۰۰٬۰۰۰ کپی در ۵ سپتامبر ۲۰۲۰ بود. این ترانه همچنین در جدول ترانه‌های جریانی چهارم شد.
«کره» در بریتانیا، بالاترین رتبهٔ یک ترانهٔ تازه منتشرشده را در جدول تک‌آهنگ‌های شرکت جدول‌های رسمی (برای بازهٔ ۲۸ مه تا ۳ ژوئن ۲۰۲۱) کسب کرد و در جایگاه سوم قرار گرفت؛ این دومین حضور بی‌تی‌اس در پنج رتبهٔ اول این رده‌بندی ۱۰۰تایی بود. این تک‌آهنگ همچنین پرفروش‌ترین ترانهٔ تازه منتشرشده در جدول جزئی دانلودها بود و با بیش از ۱۰٬۰۰۰ فروش، از جایگاه دوم پیشی گرفت. «کره» همچنین در صدر جدول دانلودهای ایرلند و در رتبهٔ هفتم جدول تک‌آهنگ‌ها قرار گرفت و دومین حضور بی‌تی‌اس را در ۱۰ رتبهٔ برتر آن منطقه رقم زد. این تک‌آهنگ در آلمان، در جدول ۱۰۰ تک‌آهنگ برتر هفتم شد. این دومین باری بود که بی‌تی‌اس در ده رتبهٔ اول این جدول جای گرفت و بالاترین رتبهٔ گروه در آلمان، پس از «دینامیت» با رتبهٔ هشتم در اوت ۲۰۲۰ بود.

## فهرست قطعات
- ۷-اینچ و کاست[۲۶][۲۷]

1. «کره» – ۲:۴۵

- دیجیتال[۲۸]

1. «کره» – ۲:۴۵
2. «کره» (بی‌کلام) – ۲:۴۲

- دیجیتال[۲۹]

1. «کره» – ۲:۴۴
2. «کره» (ریمیکس داغ‌تر) – ۲:۴۶
3. «کره» (بی‌کلام) – ۲:۴۲

- دیجیتال ئی‌پی[۳۰]

1. «کره» – ۲:۴۴
2. «کره» (ریمیکس داغ‌تر) – ۲:۴۶
3. «کره» (ریمیکس شیرین‌تر) – ۲:۴۱
4. «کره» (ریمیکس خنک‌تر) – ۲:۴۱
5. «کره» (بی‌کلام) – ۲:۴۲

## عوامل
جزئیات برگرفته از ملون و تیدال است.
- بی‌تی‌اس –  آواز
- راب گریمالدی –  تهیه‌کنندگی، ترانه‌سرایی، تنظیم/تهیهٔ آواز
- استیون کرک –  تهیه‌کنندگی، ترانه‌سرایی، تنظیم/تهیهٔ آواز
- ران پری –  تهیه‌کنندگی، ترانه‌سرایی
- جنا اندروز –  ترانه‌سرایی، آواز زمینه، تنظیم/تهیهٔ آواز
- آراِم –  ترانه‌سرایی، گنگ وکالز
- الکس بیلویتز –  ترانه‌سرایی
- سباستین گارسیا –  ترانه‌سرایی
- شوگا –  گنگ وکالز
- جی-هوپ –  گنگ وکالز
- پی‌داگ –  تنظیم آواز، مهندسی ضبط
- خوان «سوسی» پنیا –  مهندسی ضبط
- کیث پری –  مهندسی ضبط
- شربان گنیا –  مهندسی میکس
- جان هنس –  دستیار مهندسی میکس
- کریس گرینگر –  مسترینگ

## جداول
| جدول (۲۰۲۱)                                     | بالاترین موقعیت |
| ----------------------------------------------- | --------------- |
| آرژانتین (۱۰۰ آهنگ داغ آرژانتین)                | ۷               |
| استرالیا (ای‌آرآی‌ای)                             | ۶               |
| اتریش (او۳ تاپ ۴۰ اتریش)                        | ۷               |
| بلژیک (اولتراتاپ ۵۰ فلاندرز)                    | ۴۱              |
| بولیوی (دیده‌بان لاتین)                          | ۱۰              |
| کانادا (۱۰۰ تک‌آهنگ داغ کانادا)                  | ۲               |
| ای‌سی داغ کانادا (بیلبورد)                       | ۳۹              |
| سی‌اچ‌آر/۴۰ برتر کانادا (بیلبورد)                 | ۲۰              |
| کاستاریکا آنگلو (دیده‌بان لاتین)                 | ۷               |
| جمهوری چک (۱۰۰ تک‌آهنگ دیجیتال برتر)             | ۵               |
| دانمارک (هیت‌لیسن)                               | ۲۲              |
| جمهوری دومینیکن آنگلو (دیده‌بان لاتین)           | ۹               |
| اکوادور آنگلو (دیده‌بان لاتین)                   | ۶               |
| السالوادور آنگلو (دیده‌بان لاتین)                | ۶               |
| فنلاند (جدول‌های رسمی فنلاند)                    | ۱۵              |
| فرانسه (اس‌ان‌ئی‌پی)                               | ۷               |
| جهانی ۲۰۰ (بیلبورد)                             | ۱               |
| آلمان (جدول‌های رسمی آلمان)                      | ۷               |
| یونان (آی‌اف‌پی‌آی)                                | ۶               |
| گواتمالا آنگلو (دیده‌بان لاتین)                  | ۱۱              |
| هندوراس آنگلو (دیده‌بان لاتین)                   | ۱۳              |
| ایرلند (آی‌آرام‌ای)                               | ۷               |
| ایتالیا (اف‌آی‌ام‌آی)                              | ۲۷              |
| ژاپن (جدول تک‌آهنگ‌های دیجیتال اوریکون)           | ۱               |
| ۱۰۰ آهنگ داغ ژاپن (بیلبورد)                     | ۱               |
| لیتوانی (آگاتا)                                 | ۲۰              |
| مکزیک (دیده‌بان لاتین)                           | ۹               |
| هلند (۱۰۰ تک‌آهنگ برتر)                          | ۳۵              |
| نیوزیلند (آرام‌ان‌زد)                             | ۶               |
| نروژ (وی‌جی-لیستا)                               | ۲۸              |
| پاناما (دیده‌بان لاتین)                          | ۱۷              |
| پاراگوئه آنگلو (دیده‌بان لاتین)                  | ۴               |
| پرو آنگلو (دیده‌بان لاتین)                       | ۳               |
| پرتغال (ای‌اف‌پی)                                 | ۴               |
| سنگاپور (آرآی‌ای‌اس)                              | ۱               |
| اسلواکی (۱۰۰ تک‌آهنگ دیجیتال برتر)               | ۴               |
| کرهٔ جنوبی (گائون)                               | ۴               |
| کرهٔ جنوبی (۱۰۰ آهنگ داغ کی-پاپ)                 | ۱               |
| سوئد (تاپ‌لیستن)                                 | ۳۳              |
| سوئیس (جدول موسیقی سوئیس)                       | ۷               |
| تک‌آهنگ‌های بریتانیا (اوسی‌سی)                     | ۳               |
| مستقل بریتانیا (اوسی‌سی)                         | ۱               |
| اروگوئه آنگلو (دیده‌بان لاتین)                   | ۵               |
| ۱۰۰ آهنگ داغ بیلبورد ایالات متحده               | ۱               |
| ۴۰ تک‌آهنگ برتر بزرگسالان ایالات متحده (بیلبورد) | ۲۳              |
| ۴۰ تک‌آهنگ جریان اصلی ایالات متحده (بیلبورد)     | ۱۹              |
| ۱۰۰ تک‌آهنگ برتر رولینگ استون ایالات متحده       | ۲               |

## دستاوردها
| سال  | سازمان              | جایزه                                                                    | منبع   |
| ---- | ------------------- | ------------------------------------------------------------------------ | ------ |
| ۲۰۲۱ | رکوردهای جهانی گینس | پربیننده‌ترین پریمیر یک ویدئو در یوتیوب                                   | [ ۸۰ ] |
| ۲۰۲۱ | رکوردهای جهانی گینس | پربیننده‌ترین پریمیر یک موزیک ویدئو در یوتیوب                             | [ ۸۰ ] |
| ۲۰۲۱ | رکوردهای جهانی گینس | پربیننده‌ترین موزیک ویدئوی یوتیوب در ۲۴ ساعت اول انتشار                   | [ ۸۰ ] |
| ۲۰۲۱ | رکوردهای جهانی گینس | پربیننده‌ترین موزیک ویدئوی یوتیوب از یک گروه کی-پاپ در ۲۴ ساعت اول انتشار | [ ۸۰ ] |
| ۲۰۲۱ | رکوردهای جهانی گینس | قطعه‌ای با بیشترین استریم اسپاتیفای در ۲۴ ساعت اول انتشار                 | [ ۸۰ ] |

## تاریخچهٔ انتشار
| کشور         | تاریخ       | قالب(ها)               | نسخه                        | ناشر           | منبع          |
| ------------ | ----------- | ---------------------- | --------------------------- | -------------- | ------------- |
| مختلف        | ۲۱ مهٔ ۲۰۲۱  | دانلود دیجیتال استریم  | اصلی                        | بیگ هیت میوزیک | [ ۸۱ ]        |
| استرالیا     | ۲۱ مهٔ ۲۰۲۱  | رادیوی هیت‌های معاصر    | اصلی                        | سونی           | [ ۸۲ ]        |
| ایتالیا      | ۲۱ مهٔ ۲۰۲۱  | رادیوی هیت‌های معاصر    | اصلی                        | سونی           | [ ۸۳ ]        |
| ایالات متحده | ۲۴ مهٔ ۲۰۲۱  | رادیوی معاصر بزرگسالان | اصلی                        | کلمبیا         | [ ۸۴ ]        |
| ایالات متحده | ۲۵ مهٔ ۲۰۲۱  | رادیوی هیت‌های معاصر    | اصلی                        | کلمبیا         | [ ۸۵ ]        |
| ایالات متحده | ۲۵ مهٔ ۲۰۲۱  | رادیوی ریتم‌های معاصر   | اصلی                        | کلمبیا         | [ ۸۶ ]        |
| ایالات متحده | ژوئن ۲۰۲۱   | ۷-اینچ تک‌آهنگ کاست     | اصلی                        | سونی میوزیک    | [ ۲۶ ] [ ۲۷ ] |
| مختلف        | ۲۸ مهٔ ۲۰۲۱  | دانلود دیجیتال استریم  | ریمیکس داغ‌تر                | بیگ هیت        | [ ۸۷ ]        |
| مختلف        | ۴ ژوئن ۲۰۲۱ | دانلود دیجیتال استریم  | ریمیکس خنک‌تر ریمیکس شیرین‌تر | بیگ هیت        | [ ۸۸ ]        |